# Турнир на призы газеты «Московские новости»

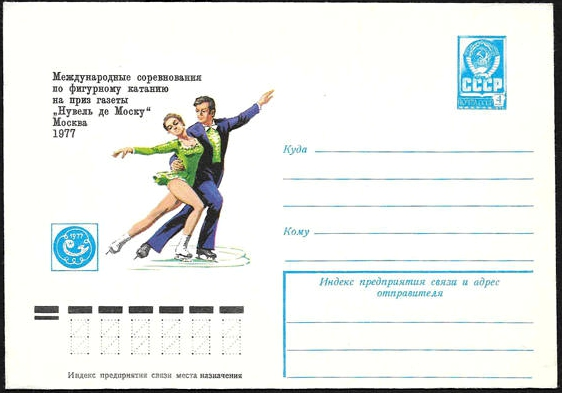
ХМК: Международные соревнования по фигурному катанию на приз газеты "Нувель де Моску", Москва (1977).

Турнир на призы газеты «Московские новости» — ежегодные международные соревнования по фигурному катанию, с 1974 — на призы газеты «Московские новости», которые проводились в Москве, во дворце спорта «Лужники» (кроме 1988 и 1990 года).
В 1966 официально назывался «Международные соревнования по фигурному катанию спортсменов Венгрии, ГДР, Румынии, Чехословакии и СССР», затем «Международный турнир по фигурному катанию 6 стран» (и далее по количеству стран), с 1971 — Международные соревнования по фигурному катанию «Московские коньки», с 1974 — «Международные соревнования по фигурному катанию на приз газеты „Московские новости“ („Москоу ньюс“, „Нувель де Моску“, „Новедадес де Моску“, „Анба Моску“)». Соревнования проводились с 1966 по 1990 годы, обычно в начале-середине декабря, в 1974 и 1978 — в начале января, в 1983 и 1987 — во второй половине ноября. Победители получали приз — «Хрустальный конек».
В 1988 турнир прошел в Ленинграде, во Дворце спорта «Юбилейный». В 1989, якобы из-за падения престижа турнира, от него отказались «Московские новости» и проведение турнира в 1989 было сорвано. В начале декабря 1990 в Одессе состоялся турнир на призы Гостелерадио СССР («сменивший вывеску» и «передавший эстафетную палочку» от прежнего турнира на призы «Московских новостей», как сообщал «Советский спорт»), ввиду отсутствия сильнейших фигуристов он прошел при «пустых трибунах». В 1991 году и этот турнир не состоялся. После распада СССР стали проводиться соревнования на Кубок России, ставшие этапом серии Гран При ИСУ Cup of Russia.

## Призёры

### Мужчины
| Мужчины | Мужчины                     | Мужчины                     | Мужчины                     |
| ------- | --------------------------- | --------------------------- | --------------------------- |
| Год     | Золото                      | Серебро                     | Бронза                      |
| 1966    | Ондрей Непела               | Гюнтер Цёллер               | Владимир Куренбин           |
| 1967    | Мариан Фильц                | Сергей Волков               | Александр Веденин           |
| 1968    | Сергей Четверухин           | Сергей Волков               | Владимир Куренбин           |
| 1969    | Сергей Волков               | Владимир Ковалёв            | Юрий Овчинников             |
| 1970    | Сергей Четверухин           | Сергей Волков               | Владимир Ковалёв            |
| 1971    | Сергей Четверухин           | Владимир Ковалёв            | Сергей Волков               |
| 1972    | Сергей Четверухин           | Сергей Волгушев             | Бернд Вундерлих             |
| 1973    | Владимир Ковалёв            | Рон Шейвер                  | Игорь Бобрин                |
| 1974    | Владимир Ковалёв            | Сергей Волков               | Минору Сано                 |
| 1975    | Владимир Ковалёв            | Сергей Волков               | Константин Кокора           |
| 1976    | Владимир Ковалёв            | Юрий Овчинников             | Сергей Волков               |
| 1977    | Юрий Овчинников             | Сергей Волков               | Игорь Бобрин                |
| 1978    | Константин Кокора           | Игорь Бобрин                | Марио Либерс                |
| 1979    | Игорь Бобрин                | Владимир Котин              | Владимир Расчетнов          |
| 1980    | Игорь Бобрин                | Константин Кокора           | Владимир Котин              |
| 1981    | Владимир Котин              | Игорь Бобрин                | Виталий Егоров              |
| 1982    | Александр Фадеев            | Владимир Котин              | Йозеф Сабовчик              |
| 1983    | Владимир Котин              | Гари Биком                  | Виталий Егоров              |
| 1984    | Александр Фадеев            | Владимир Котин              | Виктор Петренко             |
| 1985    | Александр Фадеев            | Владимир Котин              | Виталий Егоров              |
| 1986    | Владимир Котин              | Виталий Егоров              | Владимир Петренко           |
| 1987    | Александр Фадеев            | Даниэль Доран               | Владимир Петренко           |
| 1988    | Владимир Петренко           | Юрий Цымбалюк               | Александр Фадеев            |
| 1989    | Соревнования не проводились | Соревнования не проводились | Соревнования не проводились |
| 1990    | Алексей Урманов             | Михаил Шмеркин              | Олег Татауров               |

### Женщины
| Женщины | Женщины                     | Женщины                     | Женщины                     |
| ------- | --------------------------- | --------------------------- | --------------------------- |
| Год     | Золото                      | Серебро                     | Бронза                      |
| 1966    | Мартина Клауснер            | Жужа Сентмиклоши            | Сибилле Штольфиг            |
| 1967    | Жужа Альмаши                | Елена Щеглова               | Галина Гржибовская          |
| 1968    | Елена Щеглова               | Галина Гржибовская          | Соня Моргенштерн            |
| 1969    | Елена Щеглова               | Елена Александрова          | Симона Грёф                 |
| 1970    | Марина Титова               | Симона Грёф                 | Гунди Ниесен                |
| 1971    | Марина Титова               | Елена Котова                | Штеффи Кноль                |
| 1972    | Кэти-Ли Ирвин               | Изабель де Наварр           | Татьяна Оленева             |
| 1973    | Герти Шандерль              | Людмила Баконина            | Марион Вебер                |
| 1974    | Линн Найтингейл             | Людмила Баконина            | Петра Вагнер                |
| 1975    | Елена Водорезова            | Уинди Бурдж                 | Карин Энке                  |
| 1976    | Елена Водорезова            | Людмила Баконина            | Жанна Ильина                |
| 1977    | Наталья Стрелкова           | Жанна Ильина                | Марина Игнатова             |
| 1978    | Карола Вейзенберг           | Кира Иванова                | Марина Игнатова             |
| 1979    | Кира Иванова                | Наталья Стрелкова           | Рената Баерова              |
| 1980    | Светлана Французова         | Янина Вирт                  | Анна Кондрашова             |
| 1981    | Кей Томсон                  | Кира Иванова                | Керстин Вольф               |
| 1982    | Кира Иванова                | Анна Кондрашова             | Анна Антонова               |
| 1983    | Кира Иванова                | Анна Кондрашова             | Наталья Лебедева            |
| 1984    | Кира Иванова                | Наталья Лебедева            | Анна Кондрашова             |
| 1985    | Кэрин Кэдэви                | Анна Кондрашова             | Наталья Лебедева            |
| 1986    | Кира Иванова                | Джил Тренери                | Анна Кондрашова             |
| 1987    | Синди Борц                  | Наталья Горбенко            | Наталья Скрабневская        |
| 1988    | Тоня Хардинг                | Наталья Лебедева            | Наталья Горбенко            |
| 1989    | Соревнования не проводились | Соревнования не проводились | Соревнования не проводились |
| 1990    | Ольга Маркова               | Стаси Рутковски             | Людмила Иванова             |

### Пары
| Пары | Пары                                   | Пары                                   | Пары                                  |
| ---- | -------------------------------------- | -------------------------------------- | ------------------------------------- |
| Год  | Золото                                 | Серебро                                | Бронза                                |
| 1966 | Тамара Москвина / Алексей Мишин        | Татьяна Шаранова / Анатолий Евдокимов  | Людмила Смирнова / Андрей Сурайкин    |
| 1967 | Ирина Роднина / Алексей Уланов         | Людмила Суслина / Александр Тихомиров  | Галина Карелина / Георгий Проскурин   |
| 1968 | Тамара Москвина / Алексей Мишин        | Ирина Роднина / Алексей Уланов         | Галина Карелина / Георгий Проскурин   |
| 1969 | Ирина Роднина / Алексей Уланов         | Людмила Смирнова / Андрей Сурайкин     | Татьяна Шаранова / Анатолий Евдокимов |
| 1970 | Людмила Смирнова / Андрей Сурайкин     | Галина Карелина / Георгий Проскурин    | Людмила Белоусова / Олег Протопопов   |
| 1971 | Людмила Белоусова / Олег Протопопов    | Людмила Смирнова / Андрей Сурайкин     | Галина Карелина / Георгий Проскурин   |
| 1972 | Ирина Воробьёва / Александр Власов     | Людмила Белоусова / Олег Протопопов    | Марина Леонидова / Владимир Боголюбов |
| 1973 | Людмила Смирнова / Алексей Уланов      | Наталья Донгаузер / Василий Благов     | Марина Леонидова / Владимир Боголюбов |
| 1974 | Надежда Горшкова / Евгений Шеваловский | Керстин Штольфиг / Фейт Кемпе          | Катя Шуберт / Кнут Шуберт             |
| 1975 | Надежда Горшкова / Евгений Шеваловский | Ирина Воробьёва / Александр Власов     | Марина Леонидова / Владимир Боголюбов |
| 1976 | Марина Черкасова / Сергей Шахрай       | Надежда Горшкова / Евгений Шеваловский | Мануэла Магер / Уве Беверсдорф        |
| 1977 | Марина Черкасова / Сергей Шахрай       | Надежда Горшкова / Евгений Шеваловский | Марина Пестова / Станислав Леонович   |
| 1978 | Марина Пестова / Станислав Леонович    | Нелли Червоткина / Виктор Тесля        | Ирина Воробьёва / Игорь Лисовский     |
| 1979 | Ирина Воробьёва / Игорь Лисовский      | Вероника Першина / Марат Акбаров       | Жанна Ильина / Александр Власов       |
| 1980 | Ирина Воробьёва / Игорь Лисовский      | Нелли Червоткина / Виктор Тесля        | Елена Валова / Олег Васильев          |
| 1981 | Лариса Селезнёва / Олег Макаров        | Вероника Першина / Марат Акбаров       | Лорри Бейер / Ллойд Айслер            |
| 1982 | Вероника Першина / Марат Акбаров       | Лариса Селезнёва / Олег Макаров        | Елена Валова / Олег Васильев          |
| 1983 | Лариса Селезнёва / Олег Макаров        | Вероника Першина / Марат Акбаров       | Людмила Коблова / Андрей Калитин      |
| 1984 | Лариса Селезнёва / Олег Макаров        | Вероника Першина / Марат Акбаров       | Елена Бечке / Валерий Корниенко       |
| 1985 | Лариса Селезнёва / Олег Макаров        | Вероника Першина / Марат Акбаров       | Елена Бечке / Валерий Корниенко       |
| 1986 | Елена Квитченко / Рашид Кадыркаев      | Елена Бечке / Валерий Корниенко        | Людмила Коблова / Андрей Калитин      |
| 1987 | Екатерина Гордеева / Сергей Гриньков   | Елена Валова / Олег Васильев           | Лариса Селезнёва / Олег Макаров       |
| 1988 | Наталья Мишкутёнок / Артур Дмитриев    | Елена Бечке / Денис Петров             | Марина Ельцова / Сергей Зайцев        |
| 1989 | Соревнования не проводились            | Соревнования не проводились            | Соревнования не проводились           |
| 1990 | Евгения Шишкова / Вадим Наумов         | Елена Леонова / Сергей Петровский      | Юлия Борисова / Валерий Артюхов       |

### Танцы
| Танцы | Танцы                                 | Танцы                                 | Танцы                                  |
| ----- | ------------------------------------- | ------------------------------------- | -------------------------------------- |
| Год   | Золото                                | Серебро                               | Бронза                                 |
| 1966  | Ирина Гришкова / Виктор Рыжкин        | Аннерозе Байер / Эберхард Рюгер       | Дана Новотна / Ярослав Хайнц           |
| 1967  | Ирина Гришкова / Виктор Рыжкин        | Людмила Пахомова / Александр Горшков  | Дана Новотна / Яромир Голан            |
| 1968  | Аннерозе Байер / Эберхард Рюгер       | Татьяна Войтюк / Вячеслав Жигалин     | Елена Жаркова / Геннадий Карпоносов    |
| 1969  | Людмила Пахомова / Александр Горшков  | Елена Жаркова / Геннадий Карпоносов   | Татьяна Войтюк / Вячеслав Жигалин      |
| 1970  | Людмила Пахомова / Александр Горшков  | Татьяна Войтюк / Вячеслав Жигалин     | Елена Жаркова / Геннадий Карпоносов    |
| 1971  | Людмила Пахомова / Александр Горшков  | Татьяна Войтюк / Вячеслав Жигалин     | Елена Жаркова / Геннадий Карпоносов    |
| 1972  | Людмила Пахомова / Александр Горшков  | Ирина Моисеева / Андрей Миненков      | Наталья Линичук / Геннадий Карпоносов  |
| 1973  | Наталья Линичук / Геннадий Карпоносов | Ирина Моисеева / Андрей Миненков      | Светлана Алексеева / Александр Бойчук  |
| 1974  | Людмила Пахомова / Александр Горшков  | Ирина Моисеева / Андрей Миненков      | Тереза Вейна / Пётр Боянщик            |
| 1975  | Людмила Пахомова / Александр Горшков  | Наталья Линичук / Геннадий Карпоносов | Лилия Караваева / Вячеслав Жигалин     |
| 1976  | Ирина Моисеева / Андрей Миненков      | Наталья Линичук / Геннадий Карпоносов | Марина Зуева / Андрей Витман           |
| 1977  | Ирина Моисеева / Андрей Миненков      | Наталья Линичук / Геннадий Карпоносов | Марина Зуева / Андрей Витман           |
| 1978  | Ирина Моисеева / Андрей Миненков      | Елена Гаранина / Игорь Завозин        | Марина Зуева / Андрей Витман           |
| 1979  | Наталья Линичук / Геннадий Карпоносов | Наталья Бестемьянова / Андрей Букин   | Наталья Карамышева / Ростислав Синицын |
| 1980  | Наталья Линичук / Геннадий Карпоносов | Ирина Моисеева / Андрей Миненков      | Наталья Бестемьянова / Андрей Букин    |
| 1981  | Наталья Бестемьянова / Андрей Букин   | Ирина Моисеева / Андрей Миненков      | Ольга Воложинская / Александр Свинин   |
| 1982  | Наталья Бестемьянова / Андрей Букин   | Ольга Воложинская / Александр Свинин  | Марина Климова / Сергей Пономаренко    |
| 1983  | Наталья Бестемьянова / Андрей Букин   | Марина Климова / Сергей Пономаренко   | Ольга Воложинская / Александр Свинин   |
| 1984  | Марина Климова / Сергей Пономаренко   | Наталья Бестемьянова / Андрей Букин   | Ольга Воложинская / Александр Свинин   |
| 1985  | Наталья Бестемьянова / Андрей Букин   | Марина Климова / Сергей Пономаренко   | Наталья Анненко / Генрих Сретенский    |
| 1986  | Марина Климова / Сергей Пономаренко   | Наталья Анненко / Генрих Сретенский   | Майя Усова / Александр Жулин           |
| 1987  | Марина Климова / Сергей Пономаренко   | Майя Усова / Александр Жулин          | Наталья Анненко / Генрих Сретенский    |
| 1988  | Марина Климова / Сергей Пономаренко   | Лариса Федоринова / Евгений Платов    | Илона Мельниченко / Геннадий Каськов   |
| 1989  | Соревнования не проводились           | Соревнования не проводились           | Соревнования не проводились            |
| 1990  | Илона Мельниченко / Геннадий Каськов  | Ирина Анциферова / Олег Гранёнов      | Наталья Линец / Алексей Кислицын       |